# Гурко Володимир Антонович
Володимир Антонович Гурко (нар. 30 червня 1940, село Головенка, тепер Житомирського району Житомирської області) — український радянський діяч, токар Житомирського виробничого об'єднання «Електровимірювач». Депутат Верховної Ради УРСР 9—11-го скликань.

## Біографія
Освіта середня.
У 1958—1959 роках — фрезерувальник Житомирського ремонтного заводу.
У 1959—1962 роках — служба в Радянській армії.
У 1962—1963 роках — токар Житомирського спеціалізованого управління механізації № 77.
З 1963 року — токар Житомирського заводу «Електровимірювач» імені 50-річчя СРСР, токар головного підприємства Житомирського виробничого об'єднання «Електровимірювач» імені 50-річчя СРСР.
Член КПРС з 1969 року.
Потім — на пенсії в місті Житомирі.

## Нагороди
- ордени
- медалі